# Evangelický kostel (Lysá nad Labem)

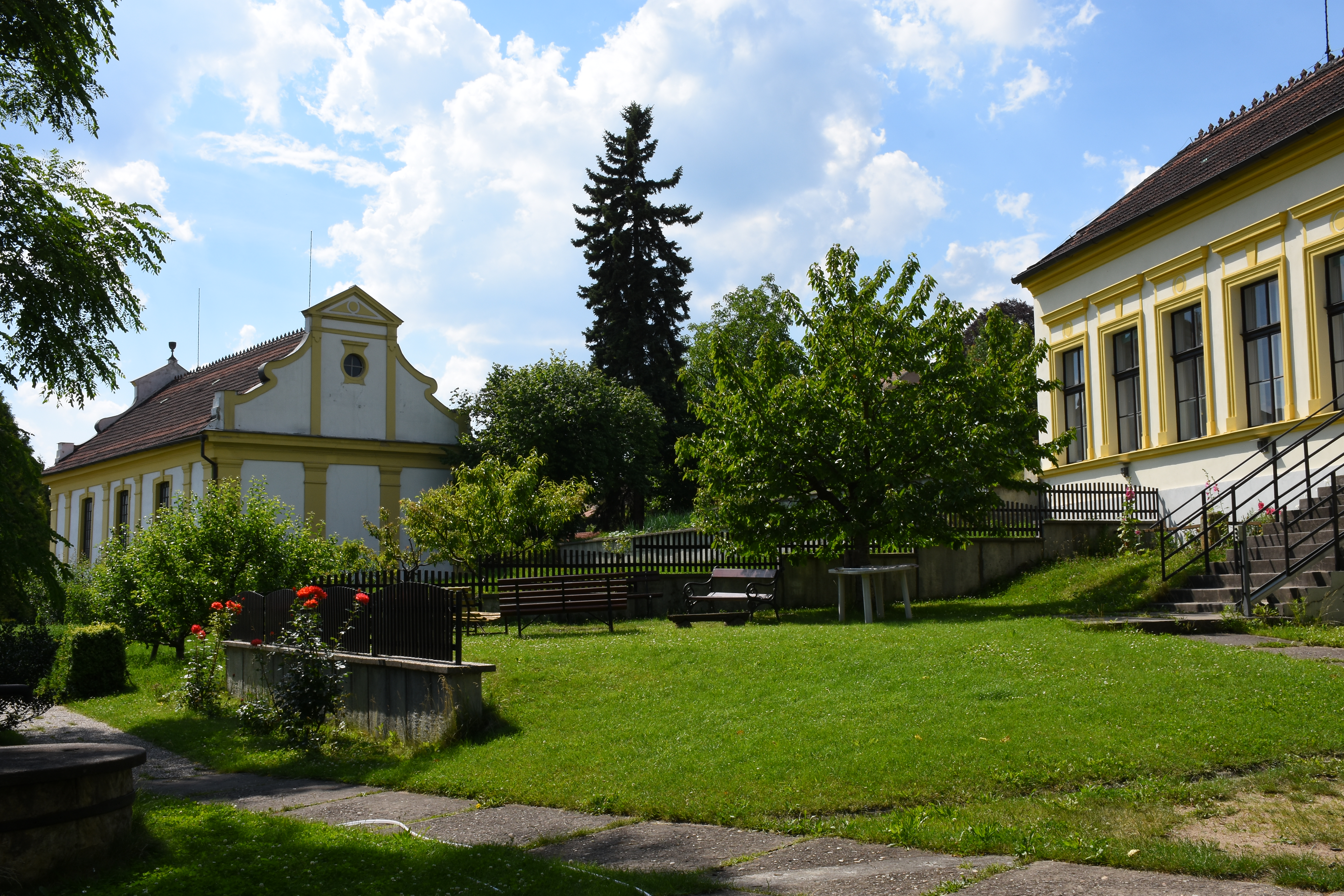
V pozadí vlevo evangelická modlitebna, vpravo bývalá evangelická škola

Evangelický kostel (modlitebna) spolu s farou, bývalou evangelickou školou, hospodářským stavením a terasovitými zahradami tvoří Evangelický areál v centru Lysé nad Labem.

## Evangelický areál
Velmi hodnotný soubor staveb v centru města na Náměstí Bedřicha Hrozného přesahuje historickými a architektonickými souvislostmi region. Předmětem ochrany je evangelický kostel, fara čp. 442, pilířové brány I a II, ohradní zeď, studna a příslušné pozemky. Část ohradní (tarasové) zdi se nachází na sousedních pozemcích. Cenný je i dochovaný mobiliář.

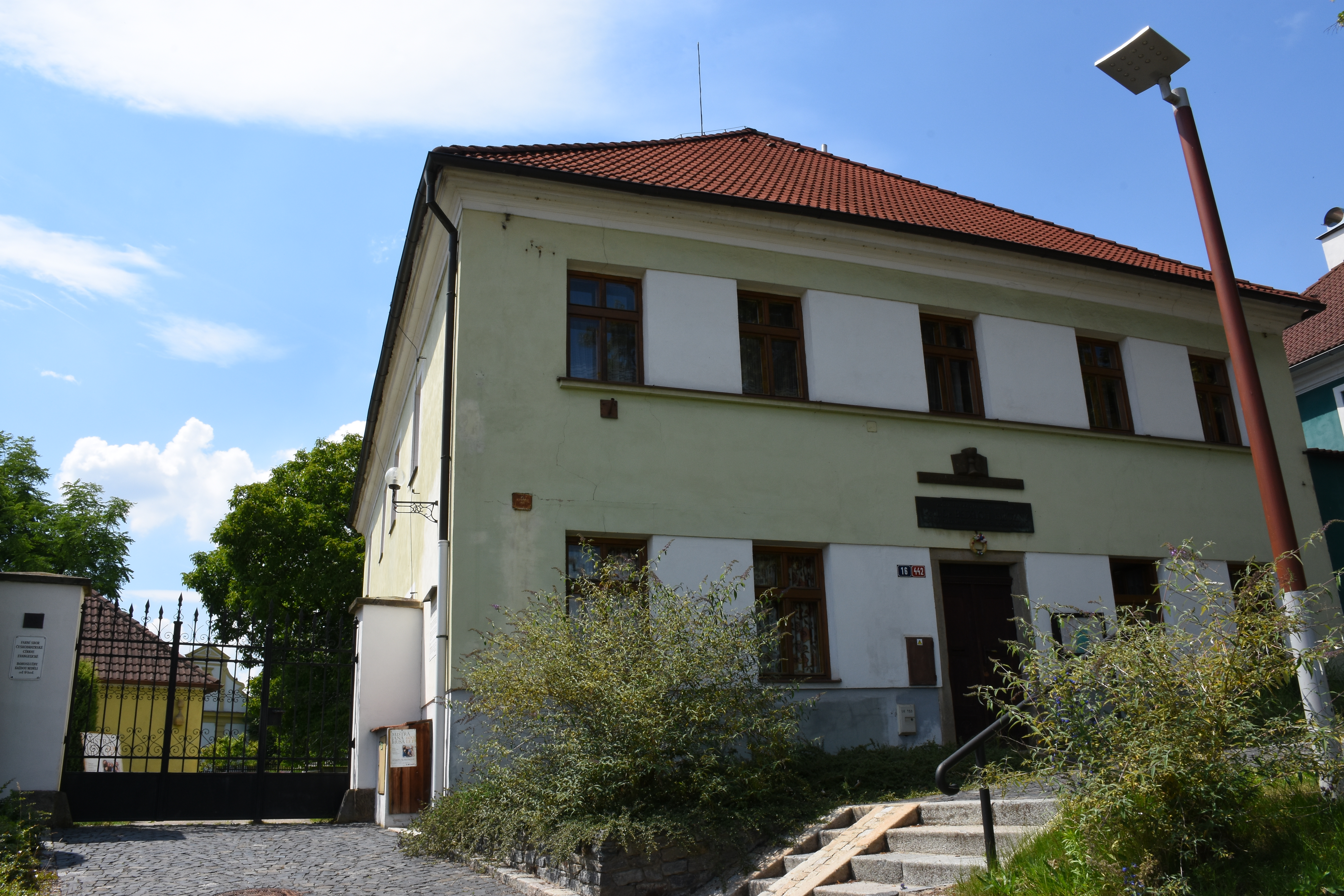
Budova fary

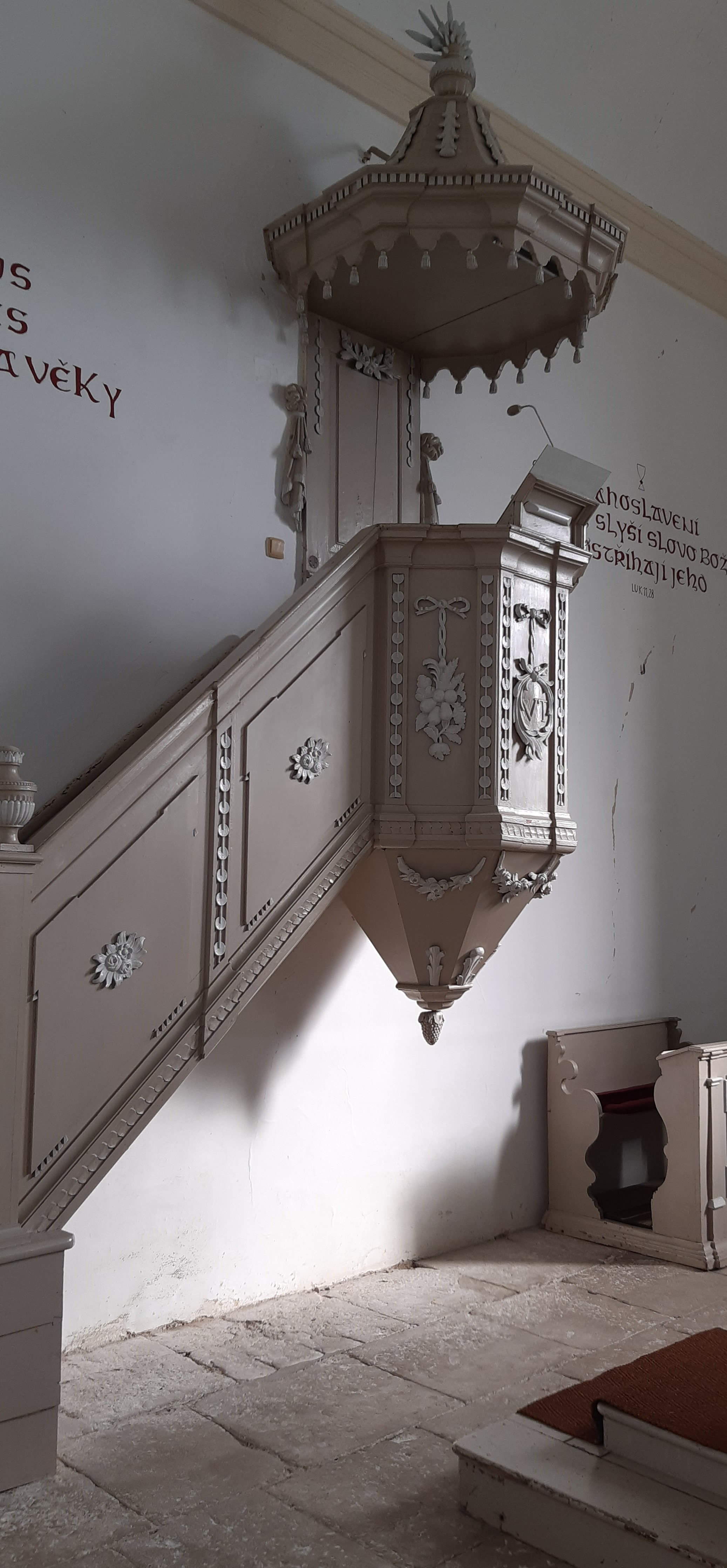
Kazatelna v evangelickém kostele

Z náměstí je vchod na faru a kovovými vraty vedle fary se vchází do rozlehlého prostranství na mírném návrší. Těsně za branou vlevo na jižní straně areálu je hospodářská budova s reliéfním evangelickým kalichem, vpravo severně výše je budova budova bývalé evangelické školy (dnes využívaná evangelickým sborem pro sborová setkání a svatby), vlevo je malý parčík s osmi náhrobky ze zrušeného evangelického hřbitova s vysvětlující tabulí o pochovaných osobnostech a nejdále od vchodu je evangelická modlitebna s věžičkou s evangelickým kalichem.
V areálu je památkově chráněný strom nahovětvec dvoudomý.

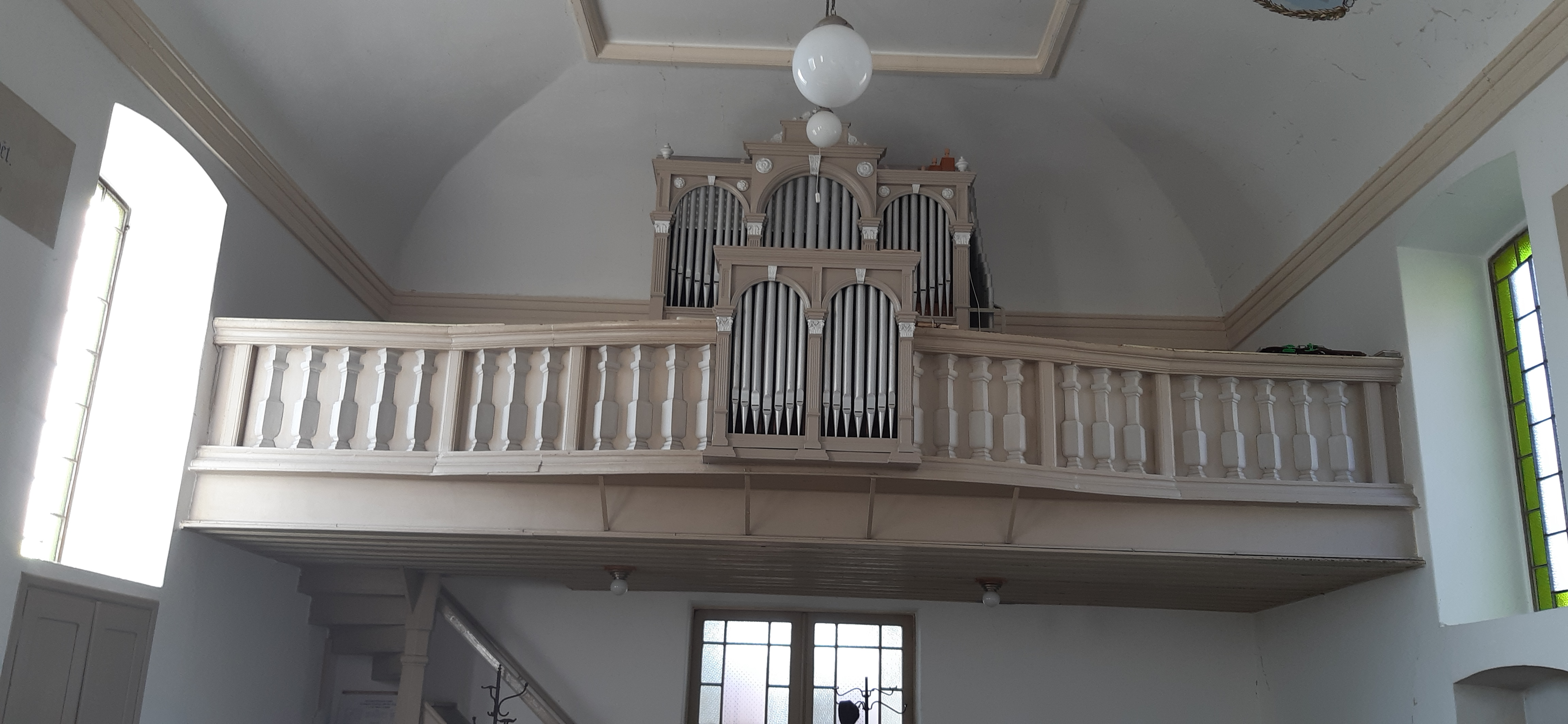
Varhany v evangelickém kostele

## Fara

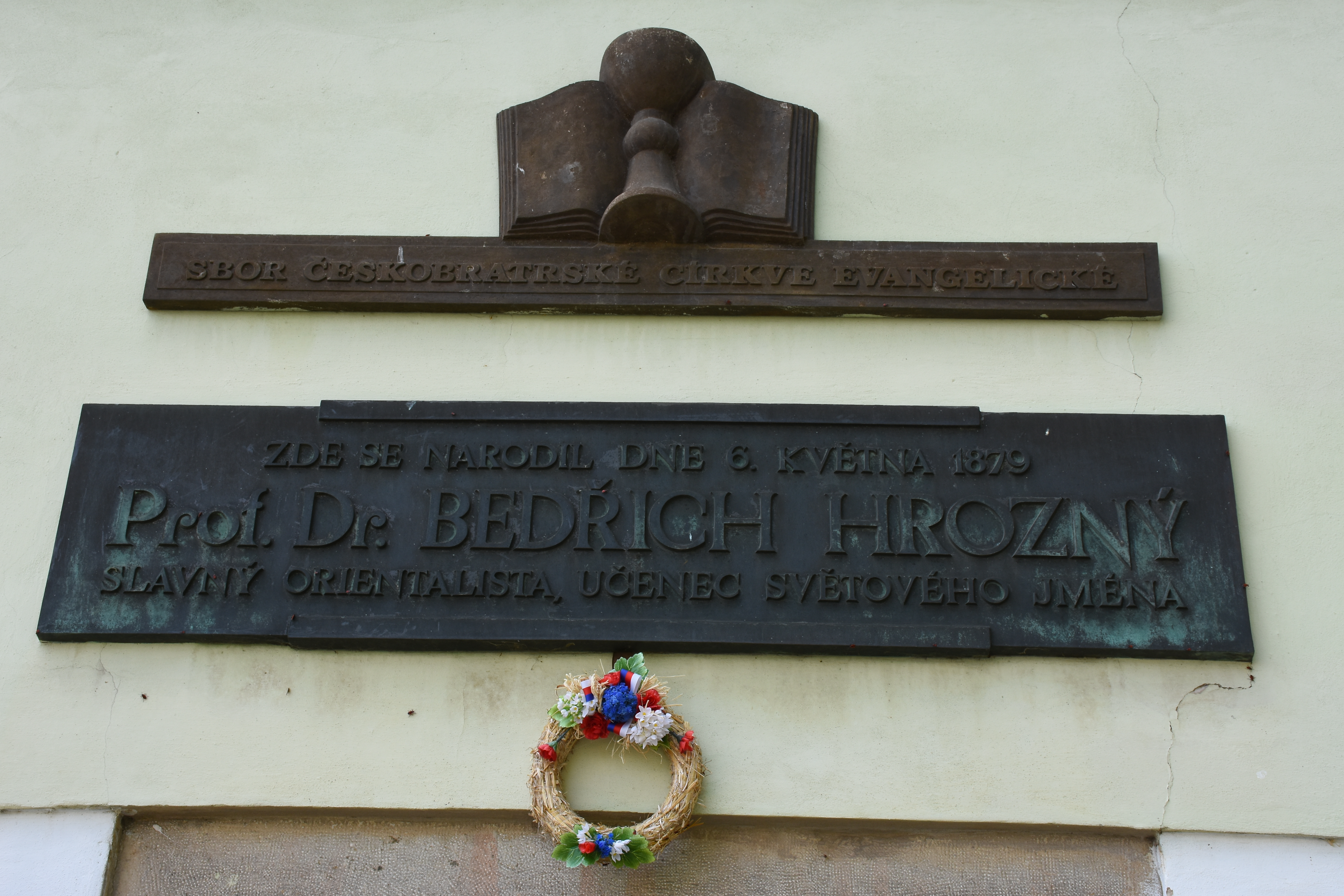
Pamětní deska a evangelický kalich na budově fary

Z náměstí je pohledově vidět jen průčelí fary, ostatní stavby jsou v pozadí ukryté v zahradě, která je terasovitě uspořádána. Na jižní straně zahrady jsou umístěny náhrobky z bývalého evangelického hřbitova. Na východní straně areálu stojí budova fary s bránou s mřížovými vraty, na severní straně evangelická škola, na jižní straně hospodářské stavby, studna a na jihozápadní straně je pilířová brána s mřížovými vraty, na západě budova kostela. Zbytky původní ohradní zdi jsou na severozápadní, jižní a severovýchodní straně.
Budova fary je nejstarším objektem, přízemí se částečně zachovalo z doby barokní. V roce 1865 byl tento tzv. Heidův dům zakoupen evangelickou reformovanou církví, která ji začala užívat pro farní účely.
Před rokem 1870 bylo přistaveno patro, v přízemí byla zřízena jedna třída evangelické školy a v patře byl byt faráře.
Jednopatrový dům pravoúhlé dispozice vyrovnává sokly svažitý terén. Hlavní východní průčelí směřuje do náměstí, uprostřed domu jsou vchodové dřevěné dveře s klasicistními motivy sluncí. Fasádu nad vchodem zdobí kovový reliéf kalichu uprostřed rozevřené knihy, pod ní je nápis SBOR ČESKOBRATRSKÉ CÍRKCE EVANGELICKÉ. Pod nápisem je kovová pamětní deska připomínající, že se v tomto domě 6. května 1879 narodil pozdější světoznámý orientalista Bedřich Hrozný.
Fasáda má světle zelenou barvu. Západní průčelí orientované do dvora má jednu okenní osu s bíle malovanými šambránami. Na severní straně zděný pilíř s obloukem nese dřevěnou pavlač. Valbová střecha je pokryta taškami.
Přízemí fary má barokní jádro s trojdílnou disposicí, klenutím i segmentovými záklenky, výklenky a jedním portálem. Vstupní dveře vedou do dlouhé plochostropé ústřední chodby, která na protilehlé straně končí dveřmi do dvora. Tyto dveře zasazené do výklenku se segmentem jsou původní a jsou cenné po stránce umělecko-řemeslné. Na konci vstupní chodby přízemí (vpravo od dveří do dvora) je pravoúhlý portál zřejmě z rané doby barokní.
Na průčelí budovy nasedá jeden pilíř brány s kovovými bohatě zdobenými mřížovými vraty s letopočty 1781 a 1881. Dveře nejsou původní, jsou replikou původních vrat jižně od areálu v ulici Sojovická (mezi domy čp. 438 a 439), kde býval původní vchod do kostela.
Fara je rodným domem významného orientalisty Bedřicha Hrozného, který rozluštil písmo Chetitů. Dnes je v přízemí byt kostelníka, v patře byt faráře.

## Historie sboru
Reformovaný evangelický sbor byl založen velmi záhy po vydání tolerančního patentu (1781) v roce 1783. Prvním kazatelem Reformovaného sboru helvetského vyznání se stal Maďar Josef Szalay, potvrzený ve funkci v roce 1783. Bydlil u měšťana Jana Vodňanského, v jehož stodole se až do postavení kostela bohoslužby konaly. Ve sborové kronice je uvedeno, že Szalay se literárně stýkal s Václavem Matějem Krameriem.
V roce 1874 byl sboru přidělen pozemek na zřízení evangelického hřbitova, prvním pochovaným byl farář Josef Szalay.
Dalším lyským farářem byl Štěpán Rimány (překladatel Komenského Labyrintu světa a ráje srdce do maďarštiny), jehož úkolem byla stavba kostela. Dne 28. června 1787 byl položen jeho základní kámen. 20. prosince 1789 se konaly v dosud nedokončeném chrámu první bohoslužby. 
Nové možnosti se evangelíkům otevřely po vydání protestantského patentu v roce 1861, který zrovnoprávnil evangelické církve s církví římskokatolickou. Roku 1864, v době, kdy farářem byl Václav Hrozný, zakoupil sbor dům (na dnešním náměstí Bedřicha Hrozného) a v něm zřídil faru a založil školu. Jeho dílo se natrvalo vtisklo do paměti evangelického sboru.
V roce 1918 se Reformovaný sbor helvetského vyznání v Lysé nad Labem stal součástí Českobratrské církve evangelické.

## Modlitebna
Stavba toleranční modlitebny byla zahájena v roce 1787, kdy byl postaven základní kámen. V roce 1789 byla dokončena jen částečně, dostavba byla dokončena v roce 1795. V roce 1801 věnoval měšťan Václav Tržický z Litole kostelu vyřezávanou kazatelnu, se svým monogramem VT. V prvních letech věřící musili při bohoslužbách stát, dvanáct kostelních lavic až v roce 1803 daroval hrabě Filip Sweerts-Sporck. Roku 1829 byly pořízeny varhany v současnosti neorenesančně zdobené. V roce 1837 kostel zachvátil požár, při kterém mobiliář byl značně poškozen.
Modlitebna je obdélníková klasicistní stavba se štíty a barokními prvky. Průčelní štít je ozdoben reliéfem rozevřené Bible s kalichem, po stranách jsou klasicizující vázy.
Západní strana střechy byla po požáru opatřena zděným štítem.
Poslední a současně nejvýznamnější oprava modlitebny – kostela se uskutečnila v roce 1907 podle projektu Emila Prücknera z Nymburka. Na západní straně byl prolomen nový vchod a současně vybudována malá předsíň. Při opravě byla kazatelna přesunuta na východní stranu (proti vchodu),  před ní dnes stojí vyřezávaný stůl kazatele ze stejného období jako kazatelna a podobně zdobený.  Při opravě byla zvětšena okna a zvýšen strop.
Poslední opravy se uskutečnily v roce 2008.

## Náhrobky ze zrušeného evangelického hřbitova
V roce 1979 by zrušen původní evangelický hřbitov (nová zástavba) z roku 1784. Náboženský sbor evangelické církve rozhodl, že některé významnější náhrobky zachová a přemístí do areálu u evangelického kostela. Přenesen byl původní pomník z hrobu rodiny Hrozných, v němž byl pochován farář Václav Hrozný (farář 1876–1896), jeho syn Bedřich a ostatní členové rodiny. Jiný náhrobek je spojen s vysokým představitelem evangelické církve v Čechách Františka Filipiho (farář 1859–1861). Je zde také uložen náhrobek farářů Josefa Procházky (1862–1876) a Karla Hadače (1896–1927) a jeho rodiny, jednoho z majitelů lyského panství Angličana Wiliama Andrewse (+1886), lyských měšťanů Antonína Bergra (+1859), Tacheci (+1878) a Maxe Rigele (+1828).
V pravé zadní části městského hřbitova (asi půl kilometru severně od původního hřbitova) začal postupně vznikat "evangelický kout", ve kterém je také náhrobek faráře Dalibora Molnára (1928–2014), který působil v Lysé od roku 1960 do své smrti a za jehož působení byl evangelický hřbitov zrušen. V této části je také náhradní nový náhrobek rodiny Hrozných, evangelického faráře Václava Hrozného a jeho syna Bedřicha Hrozného (1879–1952).

## Budova bývalé evangelické školy
Jedna třída evangelické školy byla zřízena v přízemí budovy fary. Prvním učitelem byl Karel Bedřich Utíkal, zakladatel a pozdější první ředitel Evangelického učitelského ústavu v Čáslavi. Protože prostory školní třídy kapacitně nestačily pro množství žáků, byla v roce 1907 na místě původní farní stodoly vystavěna prostornější školní budova. Evangelická škola byla po vzniku ČSR roku 1919 zrušena. 
Někdejší školní třída je upravena pro svatby a sborová setkání v zimním období.